# Język ayapaneco
Język ayapaneco (Nuumte Oote „prawdziwy głos”) – zanikający język z rodziny mixe-zoque, będący obecnie w użyciu wyłącznie w Meksyku, w pobliżu granicy z Gwatemalą. Jest to jeden z 68 autochtonicznych języków Meksyku.
Katalog Ethnologue (wyd. 22) podaje, że posługuje się nim 12 osób (2016). Został praktycznie wyparty przez język hiszpański. Prace nad pierwszym słownikiem języka ayapaneco prowadził Daniel Suslak, pracownik naukowy wydziału Antropologii Indiana University w Bloomington, jego prace kontynuuje meksykański lingwista Jhonnatan Rangel Murueta.